# Johannisschule (Osnabrück)
Die Johannisschule war eine mehr als ein Jahrtausend betriebene Schule in Osnabrück. Anfang des 21. Jahrhunderts wurde der Betrieb der Grundschule zugunsten ihrer Nachfolgerin im selben Gebäude, der Drei-Religionen-Schule, eingestellt.

## Geschichte
Die Schule wurde im Jahr 1011 gegründet und war zeitweilig eine katholische Bekenntnisschule.
Ein Gebäude aus dem Jahr 1903 wurde später durch einen Neubau ersetzt, wovon noch im 21. Jahrhundert ein Quader aus Sandstein über dem Haupteingang kündete. Der Schriftzug Johannisschule, dessen Buchstabe „o“ durch einen Marienkäfer ersetzt worden war, fand sich zuletzt an der zur Süsterstraße zeigenden Fensterfront des Gebäudes.
Etwa um die Jahrtausendwende begann das Pilotprojekt „Europa-Klasse Deutsch-Italienisch in Osnabrück“, für das der aus Italien stammende Lehrer – und Schriftsteller – Giuseppe Scigliano in den Jahren von 2000 bis 2006 zahlreiche Unterrichtsmaterialien entwickelte.
Die Johannisschule, an der bis zu 200 Schüler von zeitweilig 24 Lehrern unterrichtet worden waren, hatte kurz vor ihrer Abwicklung noch 25 Schüler, die durch die letzten beiden Lehrerinnen Rosemarie Mithöfer und Cornelia Wittenbrock unterrichtet wurden.